# Roepera
Roepera A.Juss. es un género de plantas de flores de la familia Zygophyllaceae que comprende seis especies.

## Especies
- Roepera aurantiaca
- Roepera billardieri
- Roepera buxifolia
- Roepera fabagifolia
- Roepera fruticulosa
- Roepera latifolia[1]